# Bistum Cerenzia
Koordinaten: 39° 15′ N, 16° 49′ O
Das Bistum Cerenzia (lat. Dioecesis Geruntina, adj. Geruntinensis, auch Gerontinensis und Gerentinensis) war eine Diözese der römisch-katholischen Kirche mit Sitz in der Stadt Acerenthia (oder Cerenzia vecchia), heute Ruinenstadt bei Cerenzia in der Provinz Crotone in der Region Kalabrien (Italien). Das Bistum existierte wahrscheinlich bereits zu Ende des 9. Jahrhunderts. Im 14./15. Jahrhundert verfiel der Bischofssitz Acerenthia immer mehr, und die Gegend entvölkerte sich langsam. 1437 wurde das Bistum Cariati gegründet und mit dem Bistum Cerenzia in Personalunion verbunden. Der Bischofssitz wurde nach Cariati verlegt. 1818 wurde das Bistum Cerenzia endgültig mit dem Bistum Cariati vereinigt und aufgelöst. 1968 wurde das Titularbistum Pumentum (lat. = Cerenzia) der römisch-katholischen Kirche gegründet. 1979 wurde das ehemalige Bistumsgebiet von Cerenzia wieder vom Bistum Cariati abgetrennt und an das Bistum Crotone angeschlossen.

## Lage
Die Ruinen von Acerenthia (auch Geruntia, Gerentina, Cerenzia vecchia) liegen ca. 3 km nordöstlich vom heutigen Cerenzia auf einem etwas über 500 Meter hohen, abgeflachten Berg mit steil abfallenden Rändern. Das Ruinenfeld hat nur einen Zugang von Nordwesten, vermutlich hatte die Stadt auch im Mittelalter nur diesen einen Zugang. Im Mittelalter hatte die Stadt vermutlich bis zu 7000 Einwohner. Das Bistumsgebiet erstreckte sich auf das Gebiet der heutigen Gemeinden Belvedere di Spinello, Caccuri, Castelsilano, Cerenzia, Savelli, Verzino und Vigne.

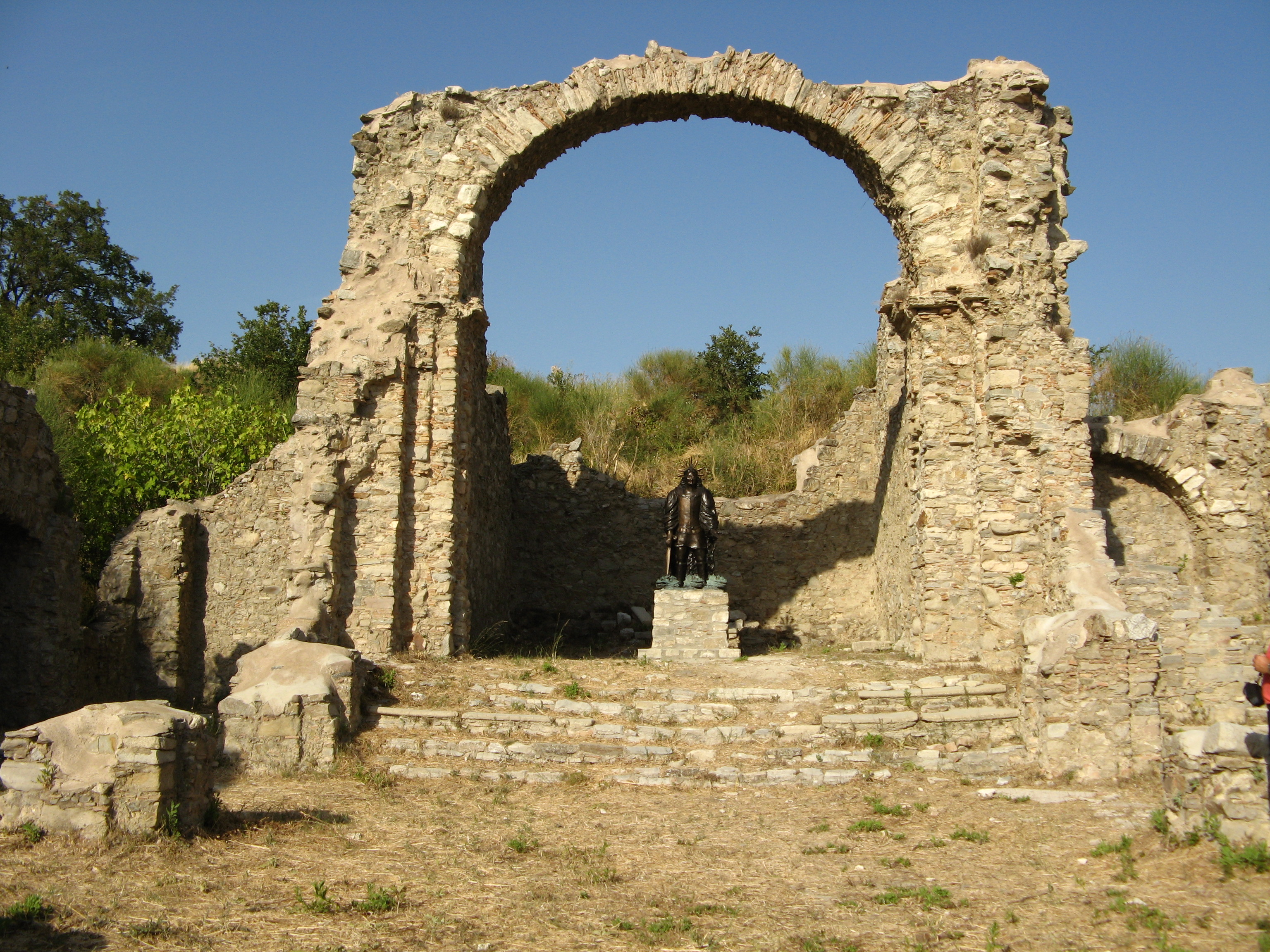
Ruinen der ursprünglichen Bischofskirche S. Teodoro in Cerenzia

## Geschichte
Die Diözese Cerenzia ist urkundlich erstmals in der Notitia Episcopatuum erwähnt, die ca. 901/02 unter dem byzantinischen Kaiser Leo VI. entstand. Damit dürfte die Entstehung mindestens ins 9. Jahrhundert zurück reichen. Bis zur normannischen Eroberung Kalabriens in der zweiten Hälfte des 11. Jahrhunderts unterstand die Diözese dem Patriarchat von Konstantinopel. Sie war damals ein Suffraganbistum des Erzbistums Santa Severina. In der Diözese wurden bis in das 15. Jahrhundert die Gottesdienste im griechischen Ritus gefeiert.
1183 bestätigte Papst Lucius III. dem griechischen Metropoliten und Erzbischof von Santa Severina Meleto alle seine Privilegien. In der Urkunde werden auch seine Suffragane erwähnt, darunter das Bistum Cerenzia.
1342 wurde erstmals ein Bischof von Cerenzia und Cariati erwähnt. Dies ist etwas merkwürdig, da das Bistum Cariati erst 1437 durch Papst Eugen IV. errichtet wurde. Möglicherweise gab es bereits Mitte des 14. Jahrhunderts Pläne ein Bistum Cariati zu errichten, die aber nicht umgesetzt wurden. Das Bistum Cariati wurde mit seiner Errichtung 1437 mit dem Bistum Cerenzia in Personalunion verbunden. Die Bischöfe nahmen ihren Sitz in Cariati. Das Bistum hieß daher auch Bistum Cariati und Cerenzia oder Bistum Cerenzia und Cariati.
Kathedrale und Bischofssitz in Cerenzia verfielen während des 16. Jahrhunderts zusehends. Während des Besuchs des Generalvikars des Erzbischofs von Santa Severina in Cerenzia, Joanne Thomasio Cerasia im Jahr 1560 stellte dieser eine lange Liste an baulichen Mängeln zusammen, die unter Androhung von Geldstrafen behoben werden sollten.
Ende des 16. Jahrhunderts besuchte Bischof Properzio Resta Cerenzia. Er musste (wieder) feststellen, dass die Kathedrale baufällig war, und im Bischofspalast waren nur noch zwei Räume im Erdgeschoss halbwegs bewohnbar. Im 17. und 18. Jahrhundert versuchten zwar einige Bischöfe die Kathedrale und den Bischofspalast zu renovieren. Bei späteren Erdbeben (1638 und dann 1738) wurden sie erneut schwer beschädigt und dann nicht wieder aufgebaut. 1844 wurde das inzwischen zu einem Dorf herabgesunkene Cerenzia vecchia völlig aufgegeben. In neuen Cerenzia wurde in der Tradition der Kathedrale wieder eine Kirche dem Hlg. Theodor errichtet.
Die formelle Auflösung des Bistums erfolgte bereits am 27. Juni 1818 mit der Bulle De utiliori von Papst Pius VII. im Rahmen der Neuordnung der Diözesen des Königreichs beider Sizilien. Das Bistumsgebiet wurde in das Bistum Cariati eingegliedert und dieses Bistum dem Erzbistum Santa Severina als Suffraganbistum unterstellt. 1979 wurde das ehemalige Bistumsgebiet wieder vom Bistum Cariati abgetrennt und an das Bistum Crotone angeschlossen. Dieses Bistum wurde 1986 mit dem Erzbistum Santa Severina zum Erzbistum Crotone-Santa Severina vereinigt. Das Erzbistum Crotone-Santa Severina ist dem Erzbistum Catanzaro-Squillace als Suffraganbistum unterstellt.
1968 wurde in der Tradition des alten Bischofssitzes das Titularbistum Pumentum der römisch-katholischen Kirche gegründet.

## Bischöfe
Die Zusammenstellung erfolgte nach der Website www.catholic-hierarchy.org sowie auf den Arbeiten von Ughelli, Cappelletti Gams und Eubel.
| Bischof/Verwalter                                                                         | Amtszeit/Nachweis                               | Sonstige Ämter und Bemerkungen                                                                                                  |
| ----------------------------------------------------------------------------------------- | ----------------------------------------------- | --- |
| Arnoldo                                                                                   | erwähnt um 1090                                 | nicht in Ughelli |
| Polychronius/Policronio                                                                   | 31. Mai 1099 bis 1. Juni 1100                   | soll das Kloster S. Maria di Altilia gegründet haben                                                                            |
| Gilbertus/Gilberto/Gibertus/Giberto                                                       | erwähnt vor Januar 1198                         | |
| Guillelmus                                                                                | † 1205                                          | |
| Guillelmus de Nereto/Guillelmus/Guilielmus/Guilelmus/Guglielmo                            | September 1205 bis 10. Juli 1208                | Schisma, war vorher Kanoniker in Cerenzia, wurde vom Papst abgesetzt                                                            |
| Madius                                                                                    | September 1205 bis 10. Juli 1208                | Schisma, abgesetzt |
| Bernardus/Bernardo                                                                        | September 1209 bis † 1216                       | OCist, nicht bei Taccone |
| Nicolaus/Nicolò                                                                           | Januar 1216 bis circa † Februar 1234 (ca. 1233) | |
| Matheus/Matthaeus/Matteo                                                                  | 1234 bis ? (an einem 2. September)              | OFlor, aus Cosenza, war vorher Abt des Klosters San Giovanni in Fiore                                                           |
| Anonymus                                                                                  | erwähnt 21. Juli 1257                           | der Bischof sollte auf Anordnung von Papst Alexander IV. ein griechisches Kloster dem Florenserorden zur Reformierung übergeben |
| Nicolaus/Nicolò                                                                           | 13. August 1342 bis ?                           | soll auch Bischof von Cariati gewesen sein                                                                                      |
| Hugo                                                                                      | ? bis ? †                                       | nicht bei Ughelli |
| Joannes Fardini/Ioannes Fardini/Giovanni Fardini                                          | 22. Dezember 1372 bis ?                         | OP, nicht bei Ughelli, war vorher Bischof von Coricos (Korinth)                                                                 |
| Jacobus de la Chastre/Jacques de la Chastre                                               | 22. Februar 1391 bis ?                          | OP, nicht bei Ughelli |
| Gerardus/Gerardo                                                                          | ? bis 13. Februar 1394                          | wurde 1394 zum Erzbischof von Rossano ernannt                                                                                   |
| Guillelmus/Guilielmus de Podio/Guilelmus/Guglielmo                                        | 13. Februar 1394 bis † ?                        | war vorher Archidiakon in Cerenzia                                                                                              |
| Thomas Rubeus/Tommaso Rossi                                                               | 23. Dezember 1420 bis 18. Mai 1429              | wurde 1429 zum Bischof von Oppido Mamertina ernannt                                                                             |
| Guillelmus de Podo/Guilelmus de Podio/Gulielmus de Podio/Guglielmo (del) Poggio (de Noce) | 1429 bis † 1437                                 | OP, Gallus |

Für die folgenden Bischöfe, die in Personalunion auch das Bistum Cariati verwalteten, und ihren Sitz in Cariati hatten, siehe Bistum Cariati.